# 唐隆寺
唐隆寺，位于中国青海省玉树县仲达乡唐隆村，为第七批青海省文物保护单位，公布日期为2004年5月10日，类型为古建筑。
唐隆寺的历史年代为宋（始建）。